# بوغدان ستانكو
بوغدان سورين ستانكو (بالرومانية: Bogdan Stancu)‏ (مواليد 28 يونيو 1987 في بيتيشت) هو لاعب كرة قدم روماني يجيد اللعب كمهاجم أو جناح أيسر مع نادي الدوري التركي الممتاز غنتشلربيرليغي ومنتخب رومانيا.

## الأهداف الدولية
| #  | التاريخ        | المكان                               | الخصم      | النتيجة | الحصيلة | المنافسة                                |
| -- | -------------- | ------------------------------------ | ---------- | ------- | ------- | --------------------------------------- |
| 1  | 3 سبتمبر 2010  | ملعب كيالاول، بياترا نيامتس، رومانيا | ألبانيا    | 1–0     | 1–1     | تصفيات بطولة أمم أوروبا لكرة القدم 2012 |
| 2  | 29 فبراير 2012 | الملعب الوطني، بوخارست، رومانيا      | الأوروغواي | 1–1     | 1–1     | ودية                                    |
| 3  | 6 فبراير 2013  | ملعب سيوداد، ملقا، إسبانيا           | أستراليا   | 2–2     | 3–2     | ودية                                    |
| 4  | 14 أغسطس 2013  | الملعب الوطني، بوخارست، رومانيا      | سلوفاكيا   | 1–0     | 1–1     | ودية                                    |
| 5  | 11 أكتوبر 2013 | ملعب كومونال، أندورا لا فيلا، أندورا | أندورا     | 0–2     | 0–4     | تصفيات كأس العالم لكرة القدم 2014       |
| 6  | 15 نوفمبر 2013 | ملعب كارايسكاكيس، بيرايوس، اليونان   | اليونان    | 1–1     | 3–1     | ملحق تصفيات كأس العالم لكرة القدم 2014  |
| 7  | 14 أكتوبر 2014 | الملعب الأولمبي، هلسنكي، فنلندا      | فنلندا     | 0–1     | 0–2     | تصفيات بطولة أمم أوروبا لكرة القدم 2016 |
| 8  | 14 أكتوبر 2014 | الملعب الأولمبي، هلسنكي، فنلندا      | فنلندا     | 0–2     | 0–2     | تصفيات بطولة أمم أوروبا لكرة القدم 2016 |
| 9  | 17 نوفمبر 2015 | ريناتو دالارا، بولونيا، إيطاليا      | إيطاليا    | 0–1     | 2–2     | ودية                                    |
| 10 | 10 يونيو 2016  | ملعب فرنسا، سان دوني، فرنسا          | فرنسا      | 1–1     | 2–1     | بطولة أمم أوروبا لكرة القدم 2016        |
| 11 | 15 يونيو 2016  | بارك دي برينس، باريس، فرنسا          | سويسرا     | 1–0     | 1–1     | بطولة أمم أوروبا لكرة القدم 2016        |

## روابط خارجية
- بوغدان ستانكو على موقع الاتحاد الدولي (مؤرشف)  (الإنجليزية)
- بوغدان ستانكو على موقع الاتحاد الأوربي (الإنجليزية)
- بوغدان ستانكو على موقع اتحاد تركيا (لاعب) (الإنجليزية)
- بوغدان ستانكو على موقع قاعدة بيانات كرة القدم.إي يو (الإنجليزية)
- بوغدان ستانكو على موقع ناشيونال فوتبول تيمز (الإنجليزية)
- بوغدان ستانكو على موقع Soccerbase.com (لاعب) (الإنجليزية)
- بوغدان ستانكو على موقع Soccerway.com (الإنجليزية)
- بوغدان ستانكو على موقع عالم كرة القدم.نت (الإنجليزية)
- بوغدان ستانكو على موقع AS.com (الإسبانية)